# Ibrahim Majid
Ibrahim Majid Abdulmajid (arabul: إبراهيم ماجد عبد المجيد; Kuvaitváros, 1990. május 12. –) palesztin származású kuvaiti születésű katari válogatott labdarúgó, az Asz-Szadd hátvédje.

## Klubcsapatokban
Csatárként játszott az Al Wakrahban, de az Asz-Szadd edzője meglátta benne, hogy nagyszerű középső védő lenne.
A felnőttcsapatban 2007-ben az Al-Karamah SC ellen debütált.
Ő lőtte a 2011-es AFC-bajnokok ligája-döntő egyik győztes büntetőjét a Jeonbuk ellen, csapata ezzel történelme során másodszor nyerte meg a nemzetközi sorozatot. A 2011-es FIFA-klubvilágbajnokság Kasiva Reysol elleni bronzmeccsén is belőtte büntetőjét.

## Góljai a válogatottban
2014. november 13. szerint
| #  | Dátum              | Helyszín                                             | Ellenfél     | Állás | Eredmény | Kiírás                     |
| -- | ------------------ | ---------------------------------------------------- | ------------ | ----- | -------- | -------------------------- |
| 1. | 2013. március 7.   | Thani bin Jassim Stadium, Doha, Katar                | Egyiptom     | 2-1   | 3-1      | Barátságos mérkőzés        |
| 2. | 2013. május 24.    | Jassim Bin Hamad Stadium, Doha, Katar                | Lettország   | 1-1   | 3-1      | Barátságos mérkőzés        |
| 3. | 2014. november 13. | King Fahd International Stadium, Rijád, Szaúd-Arábia | Szaúd-Arábia | 1-1   | 1-1      | 2014-es öbölállamok kupája |